# سید محمدعلی نجفی یزدی
سید محمد علی نجفی یزدی در سال ۱۳۲۶ هجری شمسی، در شهر نجف متولد شد.
پدرش سید سید محمد باقر نجفی بود.

## زندگی‌نامه

### استادان
- سید محمد باقر نجفی
- سید اسماعیل شفیعی طهرانی
- جوادی آملی
- علامه امینی صاحب کتاب الغدیر
- حاج شیخ عبدالکریم حق‌شناس

### مجتهد در توحید
وی پس از مدتی شاگردی نزد سید اسماعیل شفیعی آنچنان در دروس توحیدی به جامعیت رسید که شفیعی به او گفت:

«شما مجتهد در توحید هستی …»

### درگذشت
سید علی نجفی در روز ۶ مهر سال ۱۳۷۱ بر اثر سانحه رانندگی درگذشت و در بهشت زهرا در قطعه ۵۷ ردیف:۱ شماره:۱۹ به خاک سپرده شد.

## آثار منتشر شده

### کتاب نشانه حق
اولین اثری که در مورد استاد سید علی نجفی منتشر شد، کتاب نشانه حق بود که در سال ۱۳۷۷ش توسط آقای امین شاهجویی نگارش گردیده و از سوی مرکز فرهنگی رجا با همکاری مسجد المهدی توزیع گردید.
این کتاب نگاهی کوتاه به زندگی‌نامه استاد سید علی نجفی به همراه متن پیام تسلیت آیت‌الله جوادی آملی در درگذشت ایشان می‌باشد که در قطع پالتویی منتشر شد.

### کتاب زبور اشک، جلد اول، سالار زینب
این کتاب گلچینی از روضه‌های سید علی نجفی است که در پایان سخنرانی‌هایشان در خصوص شهدای کربلا و حسین ابن علی ذکر گردیده. کتاب
کتاب فوق در سال ۱۳۸۸ توسط آقای مهدی مؤمنی در قطع رقعی تدوین گشته و توسط انتشارات عابد منتشر گرید .

چاپ دوم این کتاب در سال ۱۳۹۰ توسط انجمن کادح منتشر گردید.

### لوح فشرده شرح دعای سحر
این لوح فشرده حاوی ۲۴ جلسه (۱۹۰۰ دقیقه) سخنرانی استاد سید علی نجفی است در تفسیر کتاب شرح دعای سحر امام خمینی که در سال ۱۳۶۹ در مسجد قندی و مسجد صاحب الزمان ایراد گردید.
این لوح فشره برای اولین بار توسط انجمن پژوهشی ـ مذهبی کادح،  انتشار یافت .
نسخه دوم این نرم‌افزار با اصلاحات کیفی در تابستان ۱۳۹۱ منتشر شد.

### مجموعه تفسیر دعایجوشن کبیر
مجموعه ای است که با عنایت به تفسیر استاد سید علی نجفی از اسماء نورانی دعای جوشن کبیر منتشر شده‌است این کتاب در سه مجلد و با نامهای :جلوه معشوق، یا کاشف البلایا، ولی حسنات به کوشش آقای محمد جولایی تهرانی جمع‌آوری گردیده و در سال ۱۳۸۹ توسط انتشارات شکیب منتشر شده‌است.

این مجموعه به تدریج در حال تکمیل شدن می‌باشد. 

### لوح فشرده حکمت الهی
این سی دی نیز توسط انجمن پژوهشی ـ مذهبی کادح منتشر گردیده‌است که حاوی ۱۴ جلسه (۷۵۰ دقیقه) سخنرانی استاد نجفی پیرامون حکمت الهی می‌باشد که در سال ۱۳۶۷ در تهران، منزل حاج آقای کبیری ایراد شده‌است.

### کتاب رساله ای در علم
کتاب رساله ای در علم اولین کتابی است که با توجه به نظرات عرفانی سید علی نجفی به صورت تحلیلی توسط انجمن پژوهشی ـ مذهبی کادح،  منتشر شده‌است .

این کتاب تألیف مهدی مؤمنی است که زیر نظر دکتر رضا حاجی ابراهیم، دکترای فلسفه علم و استادیار دانشگاه امیرکبیر تهران، در قطع رقعی و در ۱۷۲ صفحه در تابستان ۱۳۹۱ منتشر شد.

### کتاب سرّی از عشق
کتاب سرّی از عشق شرحی بر ادعیهٔ روزهای ماه رمضان است که توسط نجفی در سال ۱۴۰۹هـ. ق ایراد گردیده‌است.
این کتاب توسط هیئت تحریریه مؤسسه فرهنگی مطالعاتی شمس‌الشموس جمع‌آوری و تدوین شده و در بهار سال ۱۳۹۰ شمسی در قطع وزیری و در ۶۰۰ صفحه با جلد گالینگور منتشر گردیده‌است .

### لوح فشرده شرح فرازهایی از زیارت جامعه کبیره
این لوح، مجموعه سخنرانی‌های استاد سید علی نجفی در شرح فرازهایی از زیارت جامعه کبیره است. ایشان در این مجموعه با ابتکاری نو با عنایت بر کتاب مصباح الهدایه امام خمینی، فرازهای ابتدایی زیارت جامعه کبیره را در سال ۱۳۷۰ شمسی در مسجد پنبه چی و مسجد المهدی تهران شرح داده‌اند. این لوح فشره که محتوی ۹۰۰ دقیقه سخنرانی می‌باشد، برای اولین بار توسط انجمن پژوهشی ـ مذهبی کادح،  در بهار سال ۱۳۹۲ منتشر شد.

### کتاب زبور اشک، جلد دوم، ساقی کوثر
این کتاب همچون جلد اول مجموعه زبور اشک، گزیده روضه‌های سید علی نجفی یزدی می‌باشد. جلد دوم کتاب زبور اشک که با بیان نکات عرفانی به بیان روضه‌های محمد، علی بن ابیطالب، فاطمه زهرا، حسن بن علی و علی بن موسی الرضا پرداخته، توسط دکتر مهدی مؤمنی گردآوری شده‌است.

پس از گذشت ۴ سال از چاپ جلد اول کتاب زبور اشک (سالار زینب)، در سال ۱۳۹۲، جلد دوم کتاب زبور اشک با عنوان [[ساقی  در قطع رقعی و در ۱۲۲ صفحه در تابستان سال ۱۳۹۲ شمسی توسط انجمن پژوهشی ـ مذهبی کادح،  بایگانی‌شده  در ۵ مارس ۲۰۱۶ توسط Wayback Machine منتشر گردید.

### کتاب کامی از نام (۱)
این کتاب شرحی عرفانی بر اسماء جوشن کبیر توسط نجفی است که شامل شرح این اسماء الهی می‌باشد: یا ولی الحسنات، یا قابل‌التوبات، یا عالم الخفیات، یا رافع الدرجات، یا خیرالمنزلین، یا خیرالمحسنین، یا من له العزهٔ و الجمال، یا من له القدرهٔ و الکمال، یا برهان، یا مستعان، یا من هو شدید المحال، یا ذالمن و البیان..
تعجب نکنید که خود خدا متولی کارهای کوچک باشد، خدای به آن عظمت چون او «عَلا فَلا شَیءَ فَوقَهُ» کسی است که آن‌قدر بالاست که فوقی بر او تصور نمی‌شود و فوق بودن و عظمتش اقتضا می‌کند که «دَنا فَلا شَیءَ دونَه» باشد آن‌قدر پایین آمده‌است که هیچ‌چیزی پایین‌تر از او نیست و کار را به هیچ‌کس واگذار نکرد، هیچ‌چیزی پایین‌تر از او نیست. او لقمهٔ غذا را در دهانت می‌گذارد به دست خودت و اگر دقت کنی دست مبارک خودش است؛ لذا حضرت ابراهیم (ع) می‌گوید: «الَّذی هُوَ یُطعِمُنی وَ یَسقین»، «مرا اطعام می‌کند و آبم می‌دهد.» پیغمبراکرم (ص) در حدیثی فرمود که: «إنّی أبیتُ عِندَ رَبّی وَ یُطعِمُنی وَ یَسقینی»، «من در نزد خدای خودم بیتوته می‌کنم، او مرا اطعام و سقایت می‌کند.»

### کتاب کامی از نام (۲)
کامی از نام (۲) شرحی عرفانی بر اسماء جوشن کبیر توسط نجفی که شامل شرح این اسماء الهی می‌باشد: الغوث الغوث، یا رحمان یا رحیم، یا سیدالسادات، یا کریم، یا حلیم، یا خیرالذاکرین، یا عظیم، یا مقیم، یا علیم، یا قدیم، یا مجیب الدعوات، یا من عنده ام‌الکتاب.
اگر حلم خداوند نبود هیچ‌کسی رستگار نمی‌شد. اگر بنا بود خداوند تبارک و تعالی با بندگان حلم نکند و حِلم او مهلتی به عباد عصیانگر ندهد هیچ‌کسی فرصت اصلاح شدن پیدا نمی‌کرد. این فرصتی که خداوند تبارک و تعالی به ما داده که شاید گناهانمان را جبران کنیم، و حتی اعمال ناشایستمان را تبدیل به اعمال شایسته کنیم و از گناهانمان استغفار کنیم، حلم خداوند تبارک و تعالی است.

### کتاب شبنم
این کتاب گزیده‌ای از بیانات سیدعلی نجفی به همراه ابیاتی از مثنوی مولوی و دیگر شعرا است. قسمتی از کتاب را در زیر می‌بینید:
«فرمود: الخَلقُ عِیالِی؛ مردم خانوادهٔ خدا هستند. بعضی وقت‌ها چیزهای خیلی کوچک، چیزهایی که اصلاً فکرش را نمی‌کنید، ممکن است تبعات خیلی زیادی در روحیه و احوالاتتان داشته باشد. اینکه آدم به خاطر کس دیگری خودش را فراموش کند، به خاطر خانوادهٔ خدا از خودش بگذرد، هم رضایت خدا را به دنبال دارد و هم اثرات خیلی زیادی می‌تواند در زندگی داشته باشد.»